# Argemone subfusiformis
Argemone subfusiformis är en vallmoväxtart som beskrevs av G. B. Ownbey. Argemone subfusiformis ingår i släktet taggvallmor, och familjen vallmoväxter. Inga underarter finns listade i Catalogue of Life.

## Bildgalleri

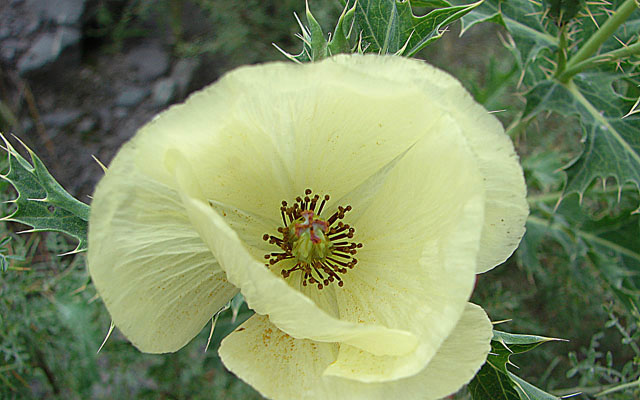